# 拉莉鎮區 (北達科他州本森縣)
拉莉鎮區（英語：Lallie Township）是位於美國北達科他州本森縣的一個鎮區。

## 地方資料
拉莉鎮區的面積為140.91平方千米，當中陸地面積為126.83平方千米，而水域面積為14.08平方千米。根據2010年美國人口普查的數據，當地共有人口453人，而人口密度為每平方千米3.21人。